# Feuerlilie (Flugabwehrrakete)

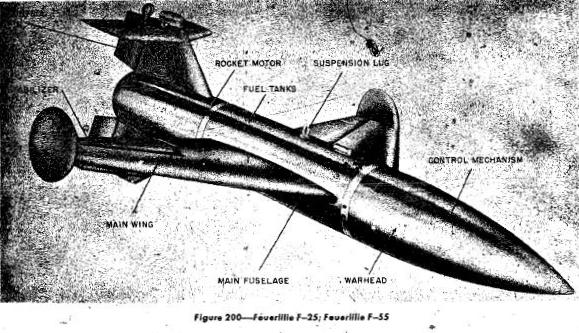
Forschungsrakete Feuerlilie

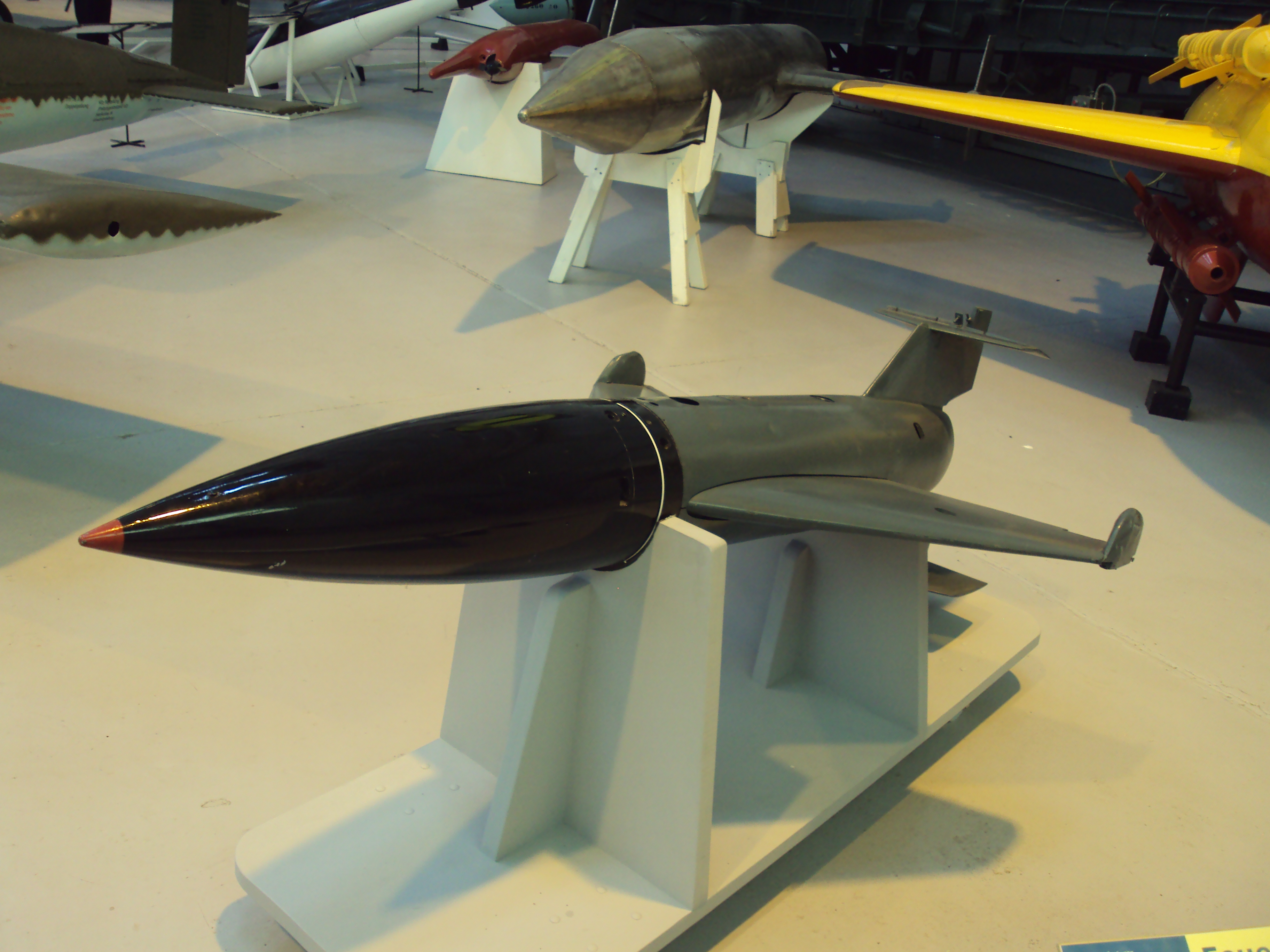
RAF Museum Cosford

Feuerlilie war die Tarnbezeichnung einer deutschen Flugabwehrrakete, die ab 1940 entwickelt wurde und deren Entwicklung wegen Problemen mit der Steuerung und der Antriebssektion Ende Januar 1945 zugunsten anderer Projekte eingestellt wurde. Die Feuerlilie wurde bei Rheinmetall-Borsig in zwei Ausführungen gebaut und in der Raketenerprobungsstelle Rumbke erprobt: die F 25 mit einem Durchmesser von 25 cm und die F 55 mit 55 cm Durchmesser. Als Triebwerke dienten Feststofftriebwerke des Typs Rheinmetall 109-505/515.

## Feuerlilie F 25
1940 begann die Luftfahrtforschungsanstalt Hermann Göring (LFA) unter der Tarnbezeichnung „Feuerlilie“ mit der Planung einer ferngelenkten Rakete. Die dabei gewonnenen Forschungsergebnisse sollten beim Bau von Flugabwehrraketen zum Tragen kommen. Zunächst wurde mit der Feuerlilie (F 4,4) eine verkleinerte Ausführung als Musterstück erstellt, um kurzfristig einen Eindruck vom späteren Flugverhalten der neuen Abwehrwaffe zu erhalten. Der Auftrag des Reichsluftfahrtministeriums (RLM) über 25 F 25, die in Zusammenarbeit mit der Deutschen Forschungsanstalt für Segelflug (DFS) sowie dem Reichspost-Forschungsamt (RPF) praktisch erprobt werden sollten, erfolgte einige Zeit später. Die Entwicklung der Fernsteuerungsanlage war bis zum Februar 1943 bereits weit fortgeschritten und auch die Hochgeschwindigkeitsversuche im Windkanal sowie die Fertigstellung eines Schießgestells für die F 25 waren nahezu abgeschlossen. Die Herstellung der ersten F 25 der Vorserie, die 24 Musterexemplare umfasste, ging unerwartet gut voran und bis zum Juli 1943 gelang es, weitere F 25 fertigzustellen, alles dies jedoch bei fehlenden Antrieben. Darum trafen die ersten F 25 erst Mitte Juli 1943 auf dem in Leba an der Ostsee gelegenen Erprobungsgelände ein. Bis Mitte 1944 wurden mindestens vier F 25 gestartet, allerdings konnten die bis dahin gewonnenen Testergebnisse die in die F 25 gesetzten Erwartungen nicht erfüllen und so wurde die Entwicklung der bisherigen Ausführungen der F 25 noch vor Ende 1944 eingestellt.

## Feuerlilie F 55
Nach der Einstellung der Entwicklung der F 25 galt das Hauptinteresse bei der LFA Hermann Göring der Ausführung F 55. Hierbei handelte es sich um eine ferngelenkte Überschallrakete, die als Ebenflügler mit Zweistufenantrieb (Startstufe: Feststoff und Flugstufe: Flüssigkeit) ausgelegt war.
Gestartet wurde das Gerät von einer schrägen Lafette aus, später wurden auch zur Startrampe modifizierte 88-mm-Flak-Lafetten genutzt. Das erste Musterstück der F 55 war bereits im April 1942 zur Hälfte fertiggestellt. Am 25. Januar 1943 erging an die Firma Ardelt in Breslau der offizielle Auftrag zum Bau von fünf Versuchsmustern, deren Konstruktion bis zum 5. Februar 1943 fertiggestellt war. Am 9. März gab Hermann Göring den Bau der Fla-Rakete frei, die Lieferung von inzwischen 30 bestellten Mustergeräten verzögerte sich aufgrund technischer Probleme, unter anderem mit der Steuerung und der Antriebssektion.
Am 12. Mai 1944 kam es zum ersten Start einer F 55 A1, die in 69 s eine Strecke von 7500 m zurücklegte. Ab dem 19. Oktober 1944 erfolgten auf der Greifswalder Oie weitere drei Starts mit der Ausführung F 55 A2, die vor allem durch ihr instabiles Flugverhalten auffiel. Der für den 21. Oktober 1944 vorgesehene Start der verbesserten F 55 A3 wurde wegen technischer Probleme abgebrochen. Am 22. November 1944 kürzte das Technische Amt des RLM die Anzahl der F 55 auf 25 Geräte, deren Anzahl am 11. Dezember 1944 nochmals auf 20 Mustergeräte der Ausführungen A2 und A3 gekürzt wurde. Der letzte dokumentierte Flugversuch einer F 55 A2 fand am 11. Dezember 1944 auf der Greifswalder Oie statt.
Um die Weiterentwicklung zu beschleunigen und schneller zu verlässlichen Ergebnissen zu kommen, wurde am 14. Januar 1945 beschlossen, bei der F 55 A2 und A3 den unveränderten Antrieb der Gleitbombe Henschel Hs 293 einzubauen und die F 55 für eine höhere Flugstabilität mit einem größeren Leitwerk auszurüsten. Da die Entwicklung der Feuerlilie jedoch Ende Januar 1945 eingestellt wurde, kamen diese Neuerungen nicht mehr zum Tragen. Im Februar/März 1945 gab es noch Überlegungen zu Weiterentwicklungen.

## Technische Daten
- Länge:

F 25 – 1896 mm
F 55 – 4800 mm
- Durchmesser:

F 25 – 250 mm
F 55 – 550 mm
- Spannweite:

F 25 – k. A.
F 55 – 4500 mm
- Vmax:

F 25 – 840 km/h
F 55 – 1260 km/h
- Nennhöhe:

F 25 – nicht bekannt
F 55 – ca. 10.000 m
- Gewicht:

F 25 – nicht bekannt
F 55 – ca. 600 kg bei einer Nutzlast von 100 kg